# Kafr ad-Dik
Kafr ad-Dik (en árabe: كفر الديك‎) es una localidad palestina situada a 9,5 kilómetros al oeste de Salfit en la gobernación de Salfit, en el norte de Cisjordania. Según la Oficina Central de Estadísticas de Palestina (PCBS), la ciudad tenía una población de 5551 habitantes en 2017.
Aproximadamente el 70 % de las familias de Kafr ad-Dik dependen de la agricultura como principal fuente de ingresos, mientras que el 30 % restante trabaja en los sectores público y privado. La tasa de desempleo en la ciudad es del 60 %.
La superficie total de la ciudad consta de unas 1523 hectáreas, de los cuales unas 58 están urbanizadas. En la zona del pueblo se ubican las ruinas arqueológicas de Deir Samaan.
Los asentamientos israelíes de Peduel y Alei Zahav, así como los puestos avanzados israelíes cercanos, están construidos sobre 145 hectáreas de tierra de Kafr ad-Dik. Como resultado del Acuerdo Interino sobre Cisjordania y la Franja de Gaza, la Autoridad Nacional Palestina controla los asuntos civiles de 195 hectáreas de la tierra de Kafr ad-Dik (Área B), mientras que las 1327 restantes están clasificadas como Área C, que está bajo pleno control israelí.

## Ubicación
Kafr ad Dik está ubicado a 9,59 kilómetros al oeste de Salfit. Limita con Bruqin al este, Bani Zaid al sur, Rafat y Deir Ballut al oeste, y Biddya y Sarta al norte.

## Historia
Se ha sugerido que este es el lugar mencionado en fuentes cruzadas con el nombre de Caphaer; un pueblo conectado con la iglesia de Santa María de Aboud. En 1175, estas fuentes mencionan un antiguo guardián de la cisterna del pueblo. En 1176, los ingresos de Caphaer (Kafr ad-Dik) y caslia S. Maria (Aboud) se donaron para el suministro de pan blanco para los enfermos en el Hospital de la Orden Hospitalaria en Jerusalén.
El escudo de armas del sultán mameluco Qaitbay (1468-1496 d. C.) se ha encontrado en una mezquita del pueblo.

### Era otomana
Se ha sugerido que este pueblo es el Kafr Bani Hamid de los registros fiscales otomanos de 1596, con 83 familias musulmanas.
En los siglos XVIII y XIX, el pueblo formó parte de la región montañosa conocida como Jūrat 'Amra o Bilād Jammā'īn. Situada entre Dayr Ghassāna al sur y la actual Ruta 5 al norte, y entre Majdal Yābā al oeste y Jammā'īn, Mardā y Kifl Ḥāris al este, esta zona sirvió, según el historiador Roy Marom, "como zona de amortiguamiento zona entre las unidades político-económicas-sociales de las regiones de Jerusalén y Nablus. En el plano político, padecía inestabilidad debido a la migración de las tribus beduinas y a la constante competencia entre los clanes locales por el derecho a recaudar impuestos en nombre de los las autoridades otomanas”.
En 1838 se consideró como una aldea el-Kufr, parte del distrito de Jurat Merda, al sur de Nablus.
En 1870 Victor Guérin encontró aquí restos muy considerables. Incluían dos birretes excavados en la roca, uno de quince pasos de largo por doce de ancho y el otro no tan grande; unas 30 cisternas y 20 tumbas excavadas en la roca, algunas con cámaras sepulcrales, sus paredes perforadas con lóculos, otras sepulturas simples, ya sea destinadas a un solo cuerpo o con tumbas abovedadas a derecha e izquierda con arcosolios. Estas tumbas antiguamente estaban cubiertas con losas de piedra. También había varios dinteles, decorados con la cartela rectangular, a cada lado de la cual había triángulos, y en el medio una cruz. Hay cuatro mezquitas, construidas con piedras y columnas pertenecientes a una iglesia cristiana. También hay una torre cuadrada, de 7 pasos de lado. Está iluminado por aspilleras, y se cubre con inmensas losas que forman un techo, y se sostiene sobre arcadas abovedadas. En su interior hay un aljibe. Sobre el dintel hay una cruz con ramas iguales insertada en un círculo cerca de cuatro semicírculos, que se encuentran en una rosa de cuatro hojas. Esta torre formaba parte de un edificio mayor, hoy destruido.
Guérin notó casas construidas con mampostería de piedra roja y blanca, como en Deir Ghassaneh y Beit Rima.
En 1870/1871 (1288 d. H.), un censo otomano incluyó la aldea en el nahiya (subdistrito) de Jamma'in al-Thani, subordinado a Nablus.
En 1882, el Estudio de Palestina Occidental del PEF describió la aldea como "de tamaño moderado en la ladera y un sitio antiguo, con tumbas excavadas en la roca al este".

### Era del Mandato Británico
En el censo de Palestina de 1922 realizado por las autoridades del Mandato Británico, Kufr al-Dik tenía una población de 487 habitantes, todos musulmanes, aumentando en el censo de 1931 a 665, todavía todos musulmanes, en 139 casas.
En las estadísticas de 1945, la población era de 870 habitantes, todos musulmanes, mientras que la superficie total era de 15.308 dunams, según un estudio oficial de tierras y población. De ellos, 2075 se utilizaron para plantaciones y tierras de regadío, 2603 para cereales, mientras que 58 dunams se clasificaron como zonas urbanizadas.

### Era jordana
A raíz de la guerra árabe-israelí de 1948 y después de los Acuerdos de Armisticio de 1949, Kafr ad-Dik quedó bajo dominio jordano. Fue anexada por Jordania en 1950.
En 1961, la población era de 1365 habitantes.

### 1967-presente

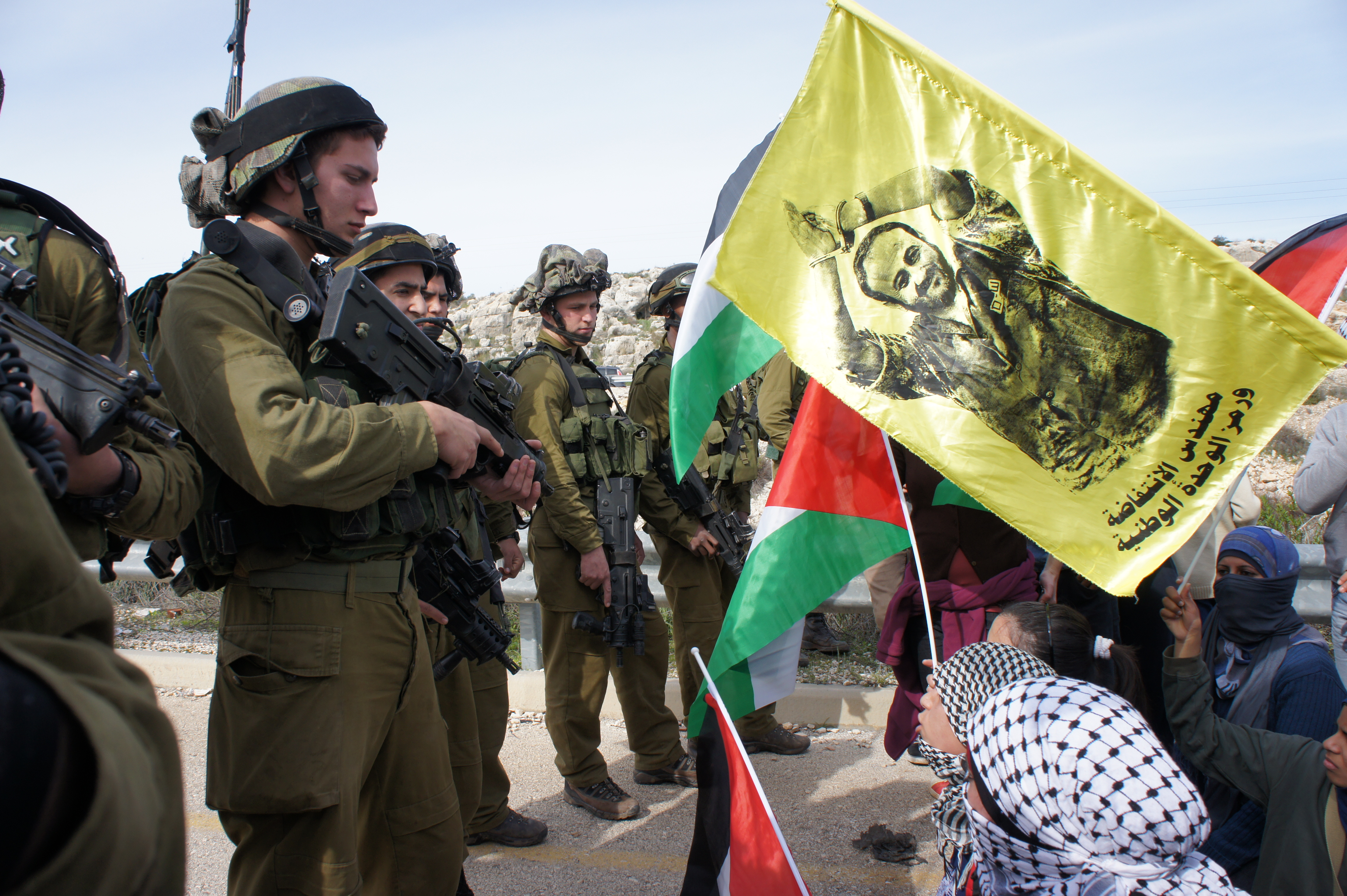
Protesta contra la confiscación de tierras por parte de Israel, Kufr ad-Deek, Palestina, febrero de 2012

Desde la Guerra de los Seis Días en 1967, Kafr ad-Dik ha estado bajo ocupación israelí.
Después de los acuerdos de 1995, el 14,5 % de las tierras de las aldeas se clasificaron como Área B y el 85,5 % restante como Área C. Israel ha confiscado tierras de Kafr ad-Dik para asentamientos israelíes en numerosas ocasiones, entre ellas:
- 594 dunams para Peduel
- 300 dunams para Alei Zahav
- 144 dunams para Har Alei Zahav
- 246 dunams para una zona industrial, cerca de Peduel

Después de que un tribunal israelí aprobara la expropiación de 3000 dunams (750 acres) de tierra privada palestina en el barrio Thahir Subih de Kafr ad-Dik, se llamó a excavadoras que, según informes, arrancaron docenas de olivos y árboles frutales mientras nivelaban más de 10.000 dunams (2500 acres). El portavoz de la Administración Civil de Israel dijo que las obras estaban relacionadas con un plan respaldado por el Estado para desarrollar la agricultura de la zona. En opinión de Israel, añadió el portavoz, se trata de tierras estatales israelíes.